# Arbigny-sous-Varennes
Arbigny-sous-Varennes település Franciaországban, Haute-Marne megyében. Lakosainak száma 86 fő (2022. január 1.). Arbigny-sous-Varennes Haute-Amance, Maizières-sur-Amance, Marcilly-en-Bassigny, Varennes-sur-Amance, Anrosey, Bize és Champigny-sous-Varennes községekkel határos.

## Népesség
A település népességének változása:
| Lakosok száma | 153  | 122  | 121  | 87   | 93   | 94   | 89   | 86   | 85   | 86   |
|               | 1968 | 1982 | 1990 | 2006 | 2013 | 2015 | 2017 | 2019 | 2020 | 2022 |